# 宮前勇規
宮前 勇規（みやまえ ゆうき、1990年8月3日 - ）は、日本のラグビー選手。

## プロフィール
- 大阪府出身[1]。
- ポジションはウィング(WTB)。
- 身長 176cm、体重 87kg
- ニックネームはゆうき、しょくぱん。

## 略歴
ラグビーを始めたきっかけは入学した高校にたまたまラグビー部があったことから。
2009年、名張西高校卒業後、天理大学に入る。なお名張西高校時代、花園への出場はなかったが第88回大会決勝前座試合第1回U18合同チーム東西対抗戦に出場した。
2013年、天理大学卒業後、NECグリーンロケッツに加入。同年12月7日に行われたジャパンラグビートップリーグ2ndステージ第2節のサントリーサンゴリアス戦に先発出場で公式戦初出場を果たす。 
2020年、NECグリーンロケッツを退団した。
2024年、BIG BLUES八千代ベイ東京のBKコーチに就任。